# Leuchocharis pancheri
Leuchocharis pancheri је пуж из реда Stylommatophora и фамилије Orthalicidae.

## Угроженост
Ова врста је крајње угрожена и у великој опасности од изумирања.

## Распрострањење
Нова Каледонија је једино природно становиште ове врсте.

## Станиште
Врста Leuchocharis pancheri има станиште на копну.